# Benzil reduktaza (formira (R)-benzoin)
Benzil reduktaza (formira-benzoin) (EC 1.1.1.321, benzil reduktaza [formira-benzoin]) je enzim sa sistematskim imenom (R)-benzoin:NADP+ oksidoreduktaza. Ovaj enzim katalizuje sledeću hemijsku reakciju
()-benzoin + NADP+ {\displaystyle \rightleftharpoons } benzil + NADPH + H+
Enzim iz bakterije  ima sposobnost da enantioselektivno redukuje samo jednu od dve karbonilne grupe benzila I da formira optički aktivni (R)-benzoin.

## Literatura
- Nicholas C. Price; Lewis Stevens (1999). Fundamentals of Enzymology: The Cell and Molecular Biology of Catalytic Proteins (Third изд.). USA: Oxford University Press. ISBN 019850229X.
- Eric J. Toone (2006). Advances in Enzymology and Related Areas of Molecular Biology, Protein Evolution (Volume 75 изд.). Wiley-Interscience. ISBN 0471205036.
- Branden C; Tooze J. Introduction to Protein Structure. New York, NY: Garland Publishing. ISBN 0-8153-2305-0.
- Irwin H. Segel. Enzyme Kinetics: Behavior and Analysis of Rapid Equilibrium and Steady-State Enzyme Systems (Book 44 изд.). Wiley Classics Library. ISBN 0471303097.

## Spoljašnje veze
- Benzil+reductase+((R)-benzoin+forming) на 